# キング・フィッシャー

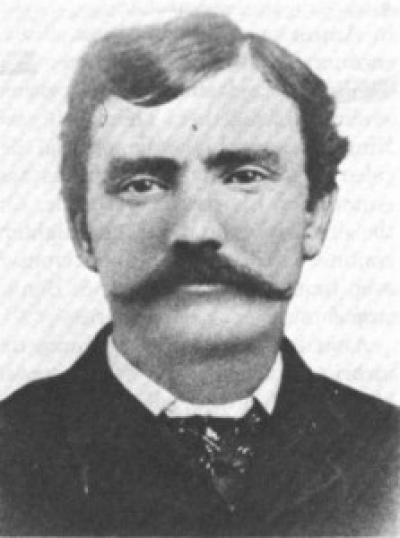
キング・フィッシャー

キング・フィッシャー（King Fisher, 1854年 - 1884年）は、アメリカ西部開拓時代のガンマン。テキサス州生まれ。幼いころ母親を亡くす。
少年時代は温厚で学校の成績も良く評判もよかったが、17歳のとき馬泥棒の嫌疑を受け捕らえられ、1870年10月5日に懲役2年の判決を受けた。若年であったことから1871年2月には釈放されカウボーイになった。
キングは背の高いハンサムな男であった。口ひげをたくわえ、金モールで刺繍されたベスト・絹のシャツで身を包み、深紅のソンブレロ、銀メッキ・象牙の銃握の2丁拳銃、銀製の拍車を愛用した。特にベンガル・トラ皮革のオーバーズボンはキングのトレードマークであった。
メキシコのギャングと親交を持ち仲間割れから7人を射殺した。その後、殺人をくり返し数回逮捕されたが、その度に無罪を勝ち取った。1883年、テキサス州のUvalde Countyで保安官代理に就任するが、1884年、友人のベン・トンプソンと一緒にサンアントニオの劇場で射殺された。